# Фолар, Жан Шарль де
Жан Шарль де Фолар (фр. Jean-Charles de Folard) или шевалье де Фолар (фр. Chevalier de Folard; 13 февраля 1669 — 23 марта 1752) — французский военный писатель, выдающийся военный теоретик XVIII столетия.
Член Лондонского королевского общества (1750).  

## Биография
В 18 лет поступил рядовым в Берийский пехотный полк. Боевое поприще своё он начал во время войны за испанское наследство. Был ранен в сражении при Касано, а затем сражался под начальством Буфлера и Виллара, причем при Мальпако был снова ранен. В 1712 году вышел в отставку.
В 1714 году поступил на службу мальтийского рыцарского ордена, которому угрожала Турция. Недовольный гроссмейстером, не всегда принимавшим его советы, Фолар вернулся во Францию и вскоре определился в шведскую службу, на которой оставался до смерти Карла XII.
После смерти Карла XII окончательно вернулся на родину, где и умер глубоким стариком.
Его дарования, прямодушие и резкая критика современных военных действий создали ему массу врагов. Все свободное от службы время он посвящал литературе и оставил несколько замечательных сочинений.
Фолару принадлежат соч. «Nouvelles dé couverte sur la guerre» (1724) и «Commentaire sur Polybe» (1727—30).Главное достоинство его «Комментарий на Полибия» то, что в тексте сравнительно рассмотрена тактика греков и римлян, а в самих комментариях — тактика древних и современная. Основательное изучение древней тактики и личный опыт, особенно сражение при Касано, навели на мысль о негодности развернутых батальонов, как боевого порядка, и о преимуществе над ними колонны, для которой он указывал и форму построения, и образ действий в бою.
Свою колонну Фолар составляет из одного или нескольких (до 6) батальонов, каждый в 500 человек, из которых — 400 фузилёров и 100 алебардистов; назначение последних — оцепление фронта, флангов и тыла.
Каждая колонна, строясь в 16-30 рядов (смотря по местности), разделяется в глубину на 3 отделения и по фронту на 2 крыла, каждое из 5-рядных дивизионов. Эти деления были необходимы для перестроений.
Гренадеры, как отборные войска, располагались вне колонны, для прикрытия флангов и в качестве резерва. Колона, прорвав неприятельскую линию, должна была разделиться пополам: одна половина поворачивала направо, другая налево и, наступая, окончательно уничтожали противника. Фолар был сторонником перемешивания в боевом порядке различных родов оружия. Рассуждения его об атаке и обороне крепостей по способу древних вполне заслуживают внимания, и только в вопросе об артиллерии его увлечение доходить до смешного: он ставит её ниже метательных машин древних и ручается взять в самое короткое время, посредством этих машин, крепость, защищаемую современною ему артиллерией.
Эти идеи Фолара была забыта вследствие позднейших успехов Фридриха Великого и его линейной тактики; только во время революционных войн она была применена на полях сражений.
- Charles de Folard
- Canon qui tire en marchant à la tête d’une ligne, selon la méthode suédoise. Illustration de l'Histoire de Polybe
- Frontispice de l'Abrégé des Commentaires de M. de Folard sur l’histoire de Polybe (1754)